# Џорџ Норт
Џорџ Норт (енгл. George North; 13. април 1992) је професионални велшански рагбиста и једно од најбољих крила у Европи. Норт тренутно игра за премијерлигаша Нортхемптон Сеинтс.

## Биографија
Висок 194 цм, тежак 109 кг, Норт је започео каријеру у Ландовери РФК, а убрзо затим прешао у екипу Скарлетс за коју је одиграо 45 мечева и постигао 14 есеја. 2013. прешао је у енглеског великана Нортхемптон Сеинтс за који је до сада одиграо 39 мечева и постигао 23 есеја. Импресиван деби за "змајеве" (Рагби јунион репрезентација Велса) Норт је имао крајем 2010. против репрезентације ЈАР, када је постигао два есеја. Иако има тек 23 године Норт је за Велс већ одиграо чак 53 тест мечева и постигао 23 есеја. 2013. Норт је ишао на турнеју у Аустралију са екипом Британски и ирски лавови и постигао је фантастичан есеј против "Валабиса".